# Gran Premio di Svizzera 1998
Il Gran Premio di Svizzera 1998, ottantacinquesima edizione della corsa, valido come ottava prova della Coppa del mondo di ciclismo su strada, si svolse il 23 agosto 1998 su un percorso di 243 km. Venne vinto dall'italiano Michele Bartoli, che terminò in 6h09'24".
Alla partenza erano presenti 169 ciclisti, dei quali 105 completarono la gara.
Fu l'ultimo anno in cui la competizione usò il nome di Gran Premio di Svizzera: dalla successiva edizione tornò alla denominazione originaria di Campionato di Zurigo.

## Squadre partecipanti
| N.      | Cod. | Squadra               |
| ------- | ---- | --------------------- |
| 1-8     | PLT  | Team Polti            |
| 11-18   | MAP  | Mapei-Bricobi         |
| 21-28   | FES  | Festina-Lotus         |
| 31-38   | CSO  | Casino-Ag2r           |
| 41-48   | TEL  | Team Deutsche Telekom |
| 51-58   | RAB  | Rabobank              |
| 61-68   | TVM  | TVM-Farm Frites       |
| 71-78   | FDJ  | Française des Jeux    |
| 81-88   | SAE  | Saeco-Cannondale      |
| 91-98   | C.A  | Crédit Agricole       |
| 101-108 | LOT  | Lotto-Mobistar        |

| N.      | Cod. | Squadra                        |
| ------- | ---- | ------------------------------ |
| 111-118 | ASI  | Asics-CGA                      |
| 121-128 | COF  | Cofidis                        |
| 131-138 | USP  | US Postal Service              |
| 141-148 | CTA  | Cantina Tollo-Alexia Alluminio |
| 151-158 | VIT  | Vitalicio Seguros              |
| 161-168 | MER  | Mercatone Uno-Bianchi          |
| 171-178 | BAL  | Ballan                         |
| 181-188 | RIS  | Riso Scotti-MG Maglificio      |
| 191-198 | POS  | Post Swiss Team                |
| 201-208 | ROS  | Ros Mary-Amica Chips           |
| 211-218 | ERI  | Ericsson-Villiger              |

## Ordine d'arrivo (Top 10)
| Pos. | Corridore            | Squadra     | Tempo    |
| ---- | -------------------- | ----------- | -------- |
| 1    | Michele Bartoli      | Asics-CGA   | 6h09'24" |
| 2    | Frank Vandenbroucke  | Mapei       | s.t.     |
| 3    | Salvatore Commesso   | Saeco       | s.t.     |
| 4    | Andrea Tafi          | Mapei       | s.t.     |
| 5    | Bobby Julich         | Cofidis     | s.t.     |
| 6    | Massimiliano Gentili | C. Tollo    | s.t.     |
| 7    | Davide Rebellin      | Team Polti  | s.t.     |
| 8    | Paolo Bettini        | Asics-CGA   | s.t.     |
| 9    | Dario Frigo          | Saeco       | a 12"    |
| 10   | Fabio Baldato        | Riso Scotti | a 23"    |